# فريديريك بونس (صحفي)
فريديريك بونس (بالفرنسية: Frédéric Pons)‏ هو صحفي وضابط فرنسي، ولد في 1 أغسطس 1954.